# Hollywood első önkorlátozó szabálygyűjteménye

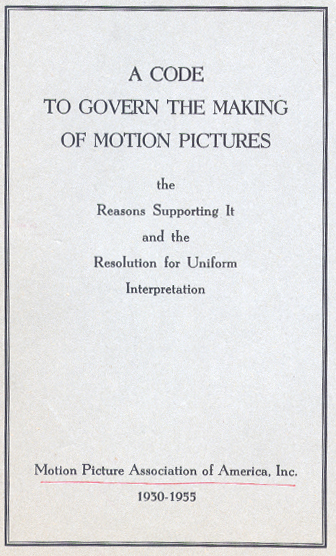
A gyűjtemény címlapja

Hollywood első önkorlátozó szabálygyűjteménye vagy közkeletű nevén a Hays Code (Hays-szabályzat) 1934 és 1968 között volt érvényben. 1927-ben Will H. Hays javasolta a stúdióknak, hogy cenzúrázzák a filmeket. A leginkább, ami tilos és amire vigyázni kell néven ismert szabálygyűjtemény az Irving Thalberg vezette bizottság készítette el az Államok és más országok cenzorai által használt korlátozásokat és tiltásokat is belefogalmazva. Az Amerikai Filmproducerek és Forgalmazók Szövetsége (Motion Picture Producers and Distributors of America) 1930-ban ugyan elfogadta a szabályzatot, az első néhány évben azonban nem nagyon sikerült betartatni. 1934-től azonban szigorúan betartatták, és több mint harminc évig a stúdiók saját magukat cenzúrázták általa. Minden filmnek meg kellett szereznie a kód betartását bizonyító pecsétet (Production Code Seal of Approval).

## Az 1927-es javaslat szabályai
Az alábbiak nem szerepelhettek a filmekben:
1. Félreérthetetlen káromkodás, amely tartalmazza az alábbi szavakat: Isten, Úr, Jézus Krisztus (kivéve a megfelelő vallásos témájú, tiszteletteljes használatot), pokolfajzat, Úristen és minden más ezeket tartalmazó profán és vulgáris kifejezés
2. Bármilyen erkölcstelen vagy kétértelmű meztelenség, árnyképként sem; bármilyen kéjvágyó vagy erkölcstelen megjegyzés bármely szereplőről
3. Illegális kábítószer-kereskedelem
4. Bármilyen szexuális perverzióra való utalás
5. Nők elrablása prostitúcióra kényszerítés céljából
6. Fehérek rabszolgasága
7. Faji keveredés
8. Szexuális higiénia és nemi betegségek
9. Gyerekszülés, árnyképként sem
10. Gyerekek nemi szerve
11. Az Egyház kicsúfolása
12. Bármely nemzet, faj vagy világnézet szándékos megsértése

Az alábbi felsoroltak bemutatásánál különleges gonddal kellett eljárni annak érdekében, hogy a közönségességet és a kétértelműséget elkerüljék és a jó ízlést hangsúlyozzák:
1. Az amerikai zászló használata
2. Nemzeti kapcsolatok
3. Vallás és vallási szertartások
4. Gyújtogatás
5. Lőfegyverek használata
6. Lopás, rablás, páncélszekrény feltörése és vonatok, bányák és épületek felrobbantása
7. Brutális és bármilyen hátborzongató hatás
8. Bármilyen módszerrel történő gyilkosság technikája
9. A csempészés módszerei
10. Kínzási módszerek
11. Akasztás és villamosszékbe ültetés
12. Rokonszenv a bűnözők iránt
13. Közszereplőkhöz és közintézményekhez viszonyulás
14. Lázadást szító jelenet
15. Kegyetlenség gyerekekkel és állatokkal
16. Emberek és állatok megbélyegzése
17. Nők eladása, vagy bájaikat áruló nők bemutatása
18. Nemi erőszak, vagy annak kísérlete
19. Szüzesség elvesztése
20. Férfi és nő együtt az ágyban
21. Lányok szándékos elcsábítása
22. Házasélet gyakorlása
23. Sebészeti operációk
24. Kábítószerek használata
25. Címek és jelenetek, amelyeknek közük van az igazságszolgáltatáshoz vagy annak tisztségviselőihez
26. Szenvedélyes csókolózás, nemi gerjedelem